# Pere Joan de Safortesa
Pere Joan de Safortesa fou un conegut advocat fiscal mallorquí del segle xvi que pertanyia a la família Safortesa, una de les principals famílies aristocràtiques de Mallorca. Fou designat lloctinent de Mallorca quan el virrei Gurrea sortí de l'illa a causa de les Germanies.
Fou propietari de la possessió de Raixa a la primera meitat del segle xvi. A causa de les Germanies, es refugià primer a Valldemossa i després dins la vila d'Alcúdia. Fugia dels atacs dels agermanats que li anaven al darrere, atès que com a fiscal reial els havia pressionat.
Segons la història d'Alcúdia, entrà dins la vila gràcies a una disfressa de frare, on fou molt ben rebut. Agafà un vaixell i partí cap a la península, molt possiblement fins a Barcelona, i d'allà fins a Logronyo on es trobava l'Emperador, al qual informà i suplicà ajuda per Alcúdia i als mascarats. L'Emperador, molt disgustat, envià a Alcúdia el capità Velasco amb una gran armada que ajudà a posar fi a la revolta. Els agermanats, en tenir notícies de la fugida de Safortesa i la seva visita a l'Emperador, assassinaren tota la seva família, que vivia a Palma. El sol membre de la casa que es lliurà fou el seu fill, Mateu de Safortesa, que es va poder salvar miraculosament.